# Affrontements opposant Twa et Luba
Insurrection du Katanga
Les affrontements opposant Twa et Luba étaient une série d'affrontements en République démocratique du Congo entre le peuple pygmée Twa,  et bantoue Luba de 2013 à 2020 dans la province du Tanganyika.

## Contexte
Les pygmées Twa, également appelés localement Bambuti  ou Bambote, sont souvent exploités et prétendument réduits en esclavage par les Luba et d'autres groupes bantous. Alors que les pygmées ne se sont jamais organisés militairement pour résister, à commencer par la première guerre du Congo, le chef rebelle Laurent-Désiré Kabila, qui a gagné la guerre, a organisé les Twa en groupes paramilitaires pour l'aider. Son fils, Joseph Kabila, qui lui a succédé, a utilisé ces milices pendant la Seconde Guerre du Congo et contre les Mai-Mai Kata Katanga (en) à majorité Luba.

## Déroulement du conflit

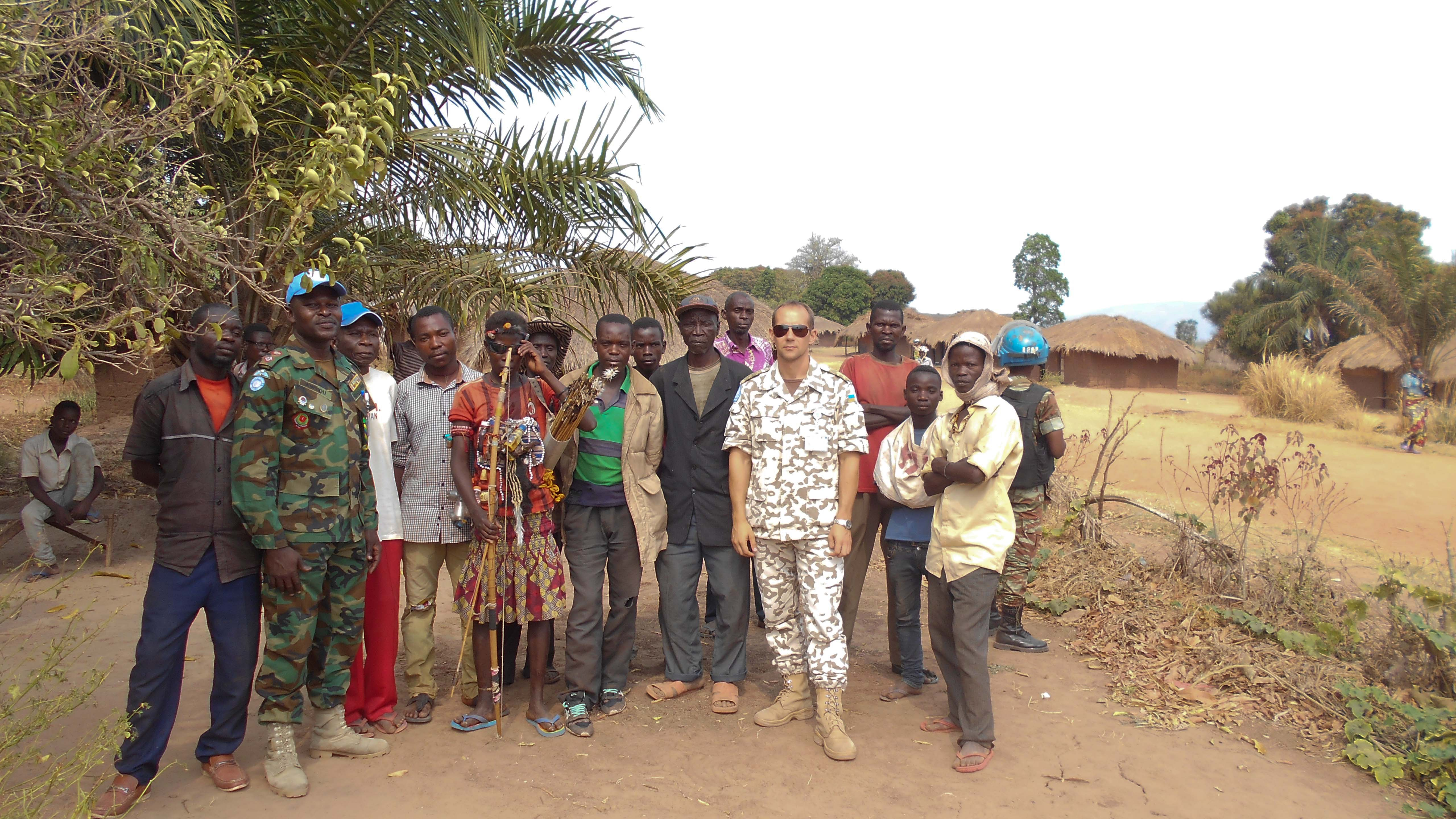
Des miliciens bantous avec des observateurs de la MONUSCO, Mulonge, Territoire de Kalemie, 2017.

Dans la province du Tanganyika, dans la partie nord de l'ancienne province du Katanga, à partir de 2013, les pygmées Twa se sont regroupés en milices, comme la milice « Perci », et ont attaqué des villages Luba. Dans le territoire de Nyunzu, les chasseurs-cueilleurs pygmées se sont organisés en milices pour la première fois de l'histoire connue. Une milice luba connue sous le nom d'"Elements" a riposté, tuant notamment au moins 30 personnes dans le camp de déplacés "Vumilia 1" en avril 2015. Depuis le début du conflit, des centaines de personnes ont été tuées et des dizaines de milliers ont été déplacées de leurs foyers. Les armes utilisées dans le conflit sont souvent des flèches, des haches et des machettes plutôt que des fusils,
En octobre 2015, les chefs pygmées et Luba signent un accord de paix pour mettre fin au conflit. En septembre 2016, les Nations unies et les autorités provinciales ont créé des conseils locaux appelés "baraza" pour traiter les griefs, ce qui a semblé réduire la violence. Cependant, les affrontements se sont intensifiés à la fin de 2016, alors que le gouvernement tentait d'imposer une taxe sur les chenilles que les Twa récoltent comme principale source de revenus à vendre comme mets autour de la capitale Kinshasa,, tandis que l'armée a tenté d'arrêter un chef de guerre Twa. Ces deux événements ont provoqué une violente réaction et une extension des combats,. Les milices Twa ont également commencé à cibler les Tutsis, un autre groupe bantou, en abattant leurs vaches.
Un cessez-le-feu négocié par les Nations Unies en février 2017 a échoué et les violences se sont poursuivies. L'International Rescue Committee a déclaré que plus de 400 villages avaient été détruits entre juillet 2016 et mars 2017. En août 2017, les affrontements se sont intensifiés après que les Twa ont attaqué un groupe de Luba près de Kalemie ; au cours des combats suivants, environ 50 personnes sont mortes, la plupart d'entre elles Luba. Des combattants Twa ont également attaqué un convoi de la MONUSCO avec des flèches. Un certain nombre de casques bleus ont été blessés, bien qu'ils aient toujours choisi de ne pas riposter.
Fin 2017, l'économie du Tanganyika s'était en grande partie effondrée, tandis que les champs ne pouvaient plus être récoltés. En conséquence, la malnutrition s'est développé parmi ceux qui avaient fui, ainsi que ceux qui sont restés chez eux. Cependant, les combats ouverts avaient en grande partie cessé au début de 2018, bien que les deux parties se traitaient toujours avec méfiance.
Le 5 juin 2020, l'Assemblée nationale a adopté un projet de loi reconnaissant les droits des peuples autochtones, y compris les Twa.

## Victimes

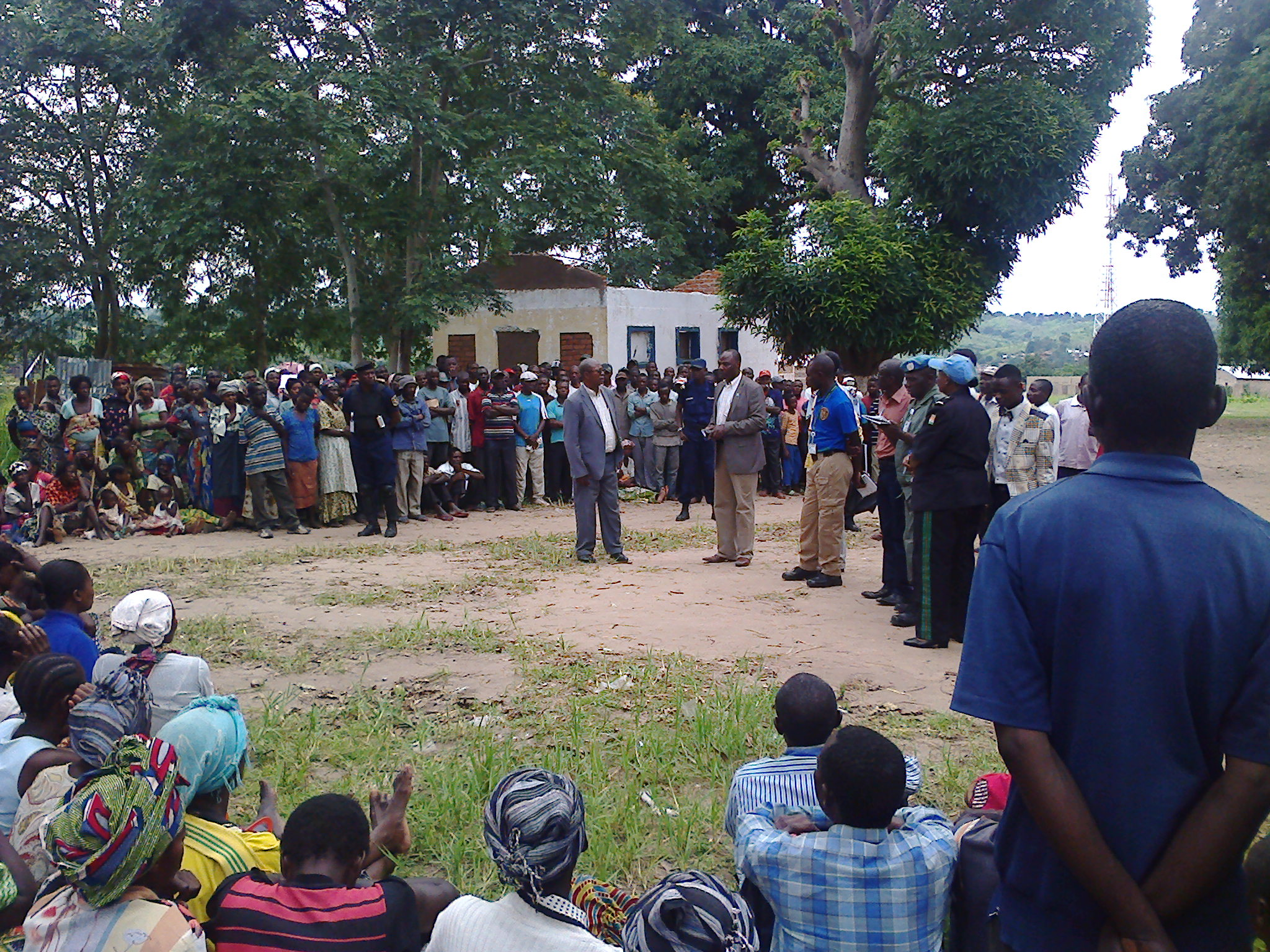
Des déplacés internes du territoire de Nyunzu qui ont fui les affrontements.

### Pertes
Plus d'un millier de personnes ont été tuées au cours des huit premiers mois de 2014 seulement.

### Déplacés
Le nombre de personnes déplacées est estimé à 650 000 en décembre 2017. Vers mars 2017, 543 000 avaient fui, contre 370 000 en décembre 2016, la plus forte croissance des conflits actuels au Congo, qui compte la plus grande population de personnes déplacées en Afrique. De nombreux réfugiés seraient contraints par le gouvernement de quitter les camps et de rentrer chez eux, où les combats se poursuivent.

## Note
1. ↑  The two major divisions of Pygmies in the DRC are the Bambuti, or Mbuti, who largely live in the Ituri forest in the northeast, and the Batwa, but many Batwa in certain areas of the country also refer to themselves as Bambuti[1].